# Мадагаскарска патица
Мадагаскарската патица (Anas bernieri) е вид птица от семейство Патицови (Anatidae). Видът е застрашен от изчезване.

## Разпространение и местообитание
Разпространен е в Мадагаскар.